# RJD2
RJD2 (наст. имя Ramble John «RJ» Krohn; род. 27 мая 1976) — американский продюсер, певец и музыкант. RJD2 родился в США в городе Юджин, вырос в городе Колумбус. В настоящее время он проживает в Филадельфии. Впервые записывался на лейбле Definitive Jux, где он выпустил два инструментальных хип-хоп альбома и спродюсировал треки для многих известных рэперов. В настоящее время RJD2 покинул Def Jux, и записывается на XL Recordings. В 2007 году вышел в свет альбом, «The Third Hand», сильно отличающийся от предыдущих тем, что почти на всех треках этого альбома RJ поёт и играет на музыкальных инструментах.

## Биография
RJD2 начал свою карьеру диджея в 1993 году в городе Колумбус, купив у своего приятеля вертушки. Он пошёл в среднюю школу в «Fort Hayes Metropolitan Education Center», которую окончил в 1994 году. Он утверждает, что «Rjd2» его называл друг. Сначала он был диджеем в рэп-команде MHz, позже он записался на лейбле Bobbito Garcia’s Fondle 'Em выпустив диск «Your Face or Your Kneecaps». Год спустя он подписал контракт с лейблом Definitive Jux рэпера El-P и выпустил свой сольный дебютный альбом «Deadringer» который получил всеобщее признание. Rjd2 позднее сотрудничал с рэпером Blueprint выпустив альбом «EP Unlimited» в 2002 и «8 Million Stories» в 2003. Второй сольный альбом «Since We Last Spoke» на Definitive Jux вышел в 2004 году. Второй совместный альбом «Things Go Better with RJ and AL» вышел в 2006 на лейбле Rhymesayers Entertainment. Он по-прежнему продолжает выпускать треки, работая с известными рэперами, такими как Copywrite, Cunninlynguists, Cage Kennylz, MF DOOM, Diverse и Aceyalone. Его трек «Airbag» вошёл в сборник кавер-версий группы Radiohead «Exit Music» в 2006 году. RJD2 чрезвычайно популярен среди скейтбордистов, его треки часто используют при монтаже видеосюжетов о скейтборде.

## Дискография

### Сольные альбомы
- 2002 — Deadringer
- 2004 — Since We Last Spoke US #128[2]
- 2007 — The Third Hand US #190
- 2010 — The Colossus
- 2013 — More Is Than Isn’t
- 2016 — Dame Fortune

### Синглы
- 2003 — «The Horror»
- 2009 — «The Tin Foil Hat»

### Совместные альбомы
- 2001 — «Your Face or Your Kneecaps»
- 2003 — «Loose Ends»
- 2004 — «In Rare Form: Unreleased Instrumentals»
- 2004 — «The Mashed Up Mixes»
- 2005 — «Constant Elevation»

### Инструментальные альбомы
- 2004 — «8 Million Stories»
- 2004 — «Magnificent City»
- 2005 — «Third Hand Instrumentals»
- 2007 — «Things Go Better Instrumentals»

### Синглы
- «Rain»
- «Pilot study (Genital Edit)»
- «Here’s What’s Left»
- «Let The Good Times Roll»
- «June»(w/Copywrite)
- «1976»
- «Through the Walls»
- «The Horror / б Final Frontier (Remix)» (W / Blueprint, Vast Aire, El-P, Aesop Rock & Murs)
- «Ghostwriter (Cat-Gut Edit)»
- «Exotic Talk»
- «Counselling» (w/MHz)
- «True Confessions»
- «Get Off My Spaceship Bitch»
- «You Never Had It So Good»
- «Final Frontier»
- «Holy Toledo»
- «Hondo» (w/ Nyles Sanna and Delicious Memories)
- «Christmas Eve Montage» (Nightmare Revisited, 2008)

### Сотрудничество
- Pryor Convictions  — The Dirty Birds(RJD2 & Poppa Hop)
- Unlimited EP — Soul Position(RJD2 & Blueprint) (2002)
- I Really Like Your Def Jux Baby Tee — Definitive Jux Presents II (RJD2) (2002)
- 8 Million Stories — Soul Position(RJD2 & Blueprint) (2003)
- Rjd2 Meets Diplo from Hollertronix — Diplo — Diplo (RJD2 & Diplo) (2004)
- Haul & Mason 11th Hour Mega Mix — (Haul & Mason & Rjd2)
- Magnificent City  — Aceyalone (Aceyalone & Rjd2) (2006)
- Things Go Better with RJ and AL — Soul Position (RJD2 & Blueprint) (2006)

## Саундтреки
- Трек «Ghostwriter» часто использовался в рекламных роликах, в том числе для лотереи Вашингтона, банка Wells Fargo, Anadin Extra болеутоляющего в Великобритании, а также в видео"Mosaic"-производителя скейтов Habitat, кроме того трек использован Брайаном Веннингом и Тимом О’Коннор для компании Saturn. Данная композиция, так же использовалась для канала ТНТ (Turner Network Television) в передаче «Inside NBA», и появляется в саундтреках к фильмам Prime и Wimbledon. Песня также появляется в фильме о фристайле на лыжах, The Hit List в 2004 году. Наконец, в ток-шоу «Design Matters with Дебби Миллмана» на Voice America Business используется эта композиция в качестве музыкального фона и в начале передачи.
- Трек «Wet Ankles» был использован в рекламе Heineken «Expedition Leader»[3]
- Трек «Since We Last Spoke» использован в фильме Гая Ричи «Большой куш».[источник не указан 4564 дня]
- Трек «Since We Last Spoke» был использован в фильме о горных велосипедах « Roam».
- Трек «The Horror» использован в рекламе Levi’s в Великобритании (под названием «Moonbathing»).
- Трек «Clean Living» появляется в видеоигре «NFL 2K5».
- Трек «Act 2» появляется в видеоигре «NBA 2K5».
- Композиция «Schoolyard Scrimmage Intro» и «Schoolyard Scrimmage Outro» используется в видеоигре «NBA 2K6» и в её саундтреке.
- композиции «C.C.K. Turf», «Hello My Name is Mr. 9_06», «Opening Scene», «Still Free Crew!», «Vandal Squad! Laylo Mix», «VANR Turf», «Welcome to New Radius» были написаны эксклюзивно для игры Marc Ecko’s Getting Up: Contents Under Pressure.
- Альбом «Magnificent City» содержит композицию «A Beautiful Mine», которая была использована как основная тема сериала «Безумцы»[4].